# Sindicato (béisbol)
Sindicato de México fue un equipo que participó en la Liga Mexicana de Béisbol con sede en la Ciudad de México, México.

## Historia
El Club Sindicato de México participó durante una temporada en la Liga Mexicana de Béisbol, debutó para la campaña de 1928 donde terminó en quinto lugar con 7 ganados y 10 perdidos a 5 juegos y medio del primer lugar. El siguiente año el equipo desapareció siendo esta la única ocasión en que apareció este equipo.